# Chris Clarke (velocista)
Christopher Clarke (Londra, 25 gennaio 1990) è un velocista britannico.

## Palmarès
| Anno | Manifestazione          | Sede     | Evento      | Risultato  | Prestazione | Note                          |
| ---- | ----------------------- | -------- | ----------- | ---------- | ----------- | ----------------------------- |
| 2006 | Mondiali juniores       | Pechino  | 4×400 m     | Bronzo     | 3'05"49     |                               |
| 2007 | Mondiali allievi        | Ostrava  | 400 m piani | Oro        | 46"74       |                               |
| 2009 | Europei juniores        | Novi Sad | 400 m piani | Oro        | 45"59       | Miglior prestazione personale |
| 2009 | Europei juniores        | Novi Sad | 4×400 m     | Oro        | 3'07"82     |                               |
| 2010 | Mondiali indoor         | Doha     | 4×400 m     | Bronzo     | 3'07"52     |                               |
| 2011 | Mondiali                | Taegu    | 4×400 m     | 6º         | 3'01"16     |                               |
| 2014 | Giochi del Commonwealth | Glasgow  | 200 m piani | Semifinale | 20"71       |                               |

## Altre competizioni internazionali
2010
- Argento agli Europei a squadre ( Bergen), 4×400 m - 3'03"50